# Vol Air Lanka 512
Le vol Air Lanka 512 est un vol de la compagnie Air Lanka qui explosa au sol à l'aéroport international Bandaranaike à Colombo au Sri Lanka, le 3 mai 1986, juste avant son décollage pour l'aéroport international Velana à Malé aux Maldives. L'origine de l'explosion est une bombe introduite dans l'avion, selon le gouvernement sri-lankais, par les Tigres tamouls.

## L'avion
Le Lockheed L-1011 TriStar assurant le vol provient de la dernière série d'avions civils construite par Lockheed jusqu'en 1984. L'avion portait le numéro de série 1061. 

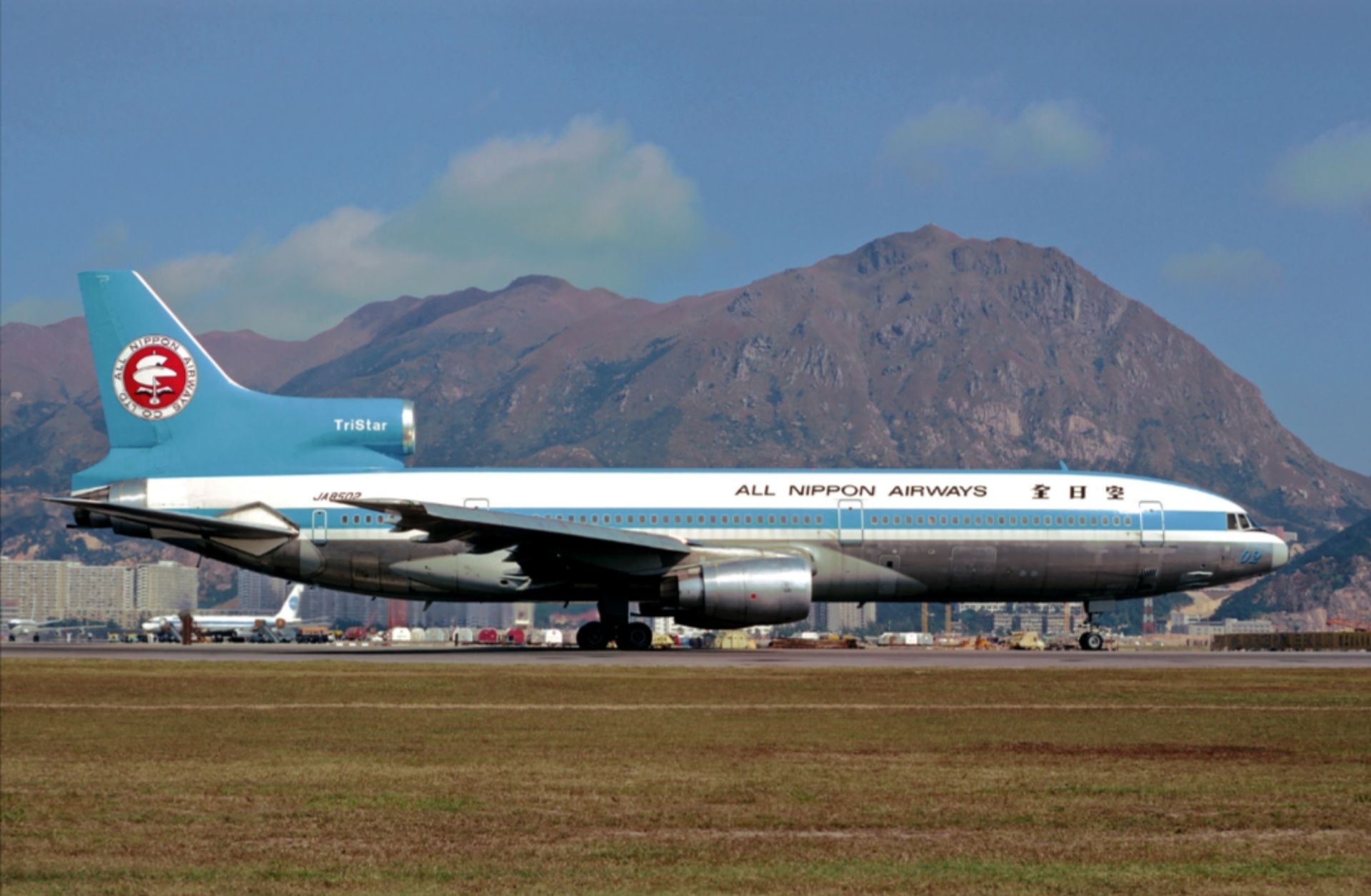
L'appareil impliqué dans l'accident, alors qu'il opérait pour All Nippon Airways, ici à l'aéroport international Kai Tak de Hong Kong en décembre 1974.

L'avion a effectué son premier vol le 14 janvier 1974 avant d'être livré à All Nippon Airways le 28 janvier 1974 et immatriculé sous le numéro d'immatriculation JA8502. 
9 ans plus tard, le 19 mars 1982, Air Lanka rachète l'avion et obtient l'immatriculation temporaire 4R-ALH, et plus tard le numéro 4R-ULD. 
Ce triréacteur long-courrier était équipé de trois moteurs Rolls-Royce RB211-22B. Jusqu'à sa destruction, la machine avait effectué 28 915 heures de fonctionnement avec 16 666 décollages et atterrissages.

## Déroulement
Le 3 mai 1986, le vol 512 est parti de l'aéroport de Gatwick à Londres, avec une escale à Zurich, puis Dubaï, et enfin Colombo.
Pendant qu'il était au sol à Colombo, l'embarquement du vol est retardé en raison d'un problème lors du chargement des bagages en soute. 
Lors de l'embarquement, une bombe, cachée dans le «Fly Away Kit» de l'avion (une collection de petites pièces de rechange), explose. La bombe avait été programmée pour exploser en plein vol ; le retard a probablement sauvé de nombreuses vies.

## Victimes
| Pays                 | Nombres |
| -------------------- | ------- |
| Sri Lanka            | 13      |
| Royaume-Uni          | 3       |
| France               | 3       |
| Allemagne de l'Ouest | 2       |
| Japon                | 2       |
| Maldives             | 2       |
| Pakistan             | 1       |

## Coupable
Le gouvernement sri-lankais a conclu que la bombe avait été posée par les Tigres de libération de l'Eelam tamoul (LTTE) pour saboter les pourparlers de paix entre les LTTE et le gouvernement sri-lankais. Cependant aucune preuve concrète prouve que c'est un attentat perpétré par les LTTE.